# Ilex hayataiana
Ilex hayataiana är en järneksväxtart som beskrevs av Ludwig Eduard Loesener. Ilex hayataiana ingår i släktet järnekar, och familjen järneksväxter. Inga underarter finns listade i Catalogue of Life.